# Audrey Lebon
Pour les articles homonymes, voir Lebon.
Audrey Lebon, née le 28 mai 1996, est une joueuse française de badminton, représentant La Réunion au niveau international.

## Carrière
Audrey Lebon est médaillée de bronze en double dames avec Mélodie Parrot aux Jeux des îles de l'océan Indien 2015 à La Réunion. Elle est médaillée de bronze en double dames avec Estelle Leperlier aux Championnats d'Afrique de badminton 2022 à Kampala.